# Loretta Lynchová
Loretta Elizabeth Lynchová (* 21. května 1959 Greensboro) je americká politička, která zastávala mezi lety 2015 a 2017 post ministryně spravedlnosti ve vládě prezidenta Baracka Obamy. Stala se tak první afroamerickou ženou v této pozici.
Lorreta Lynchová pochází ze Severní Karolíny a roku 1984 absolvovala Harvard Law School. Následně pracovala jako advokátka v New Yorku. Roku 2007 si vzala Stephena Hargrovea.